# إمبراطورية الهون
إمبراطورية الهون هي امبراطورية انشاتها قبائل الهون في أوروبا. وتسمى في مدونات التاريخ التركي بإمبراطورية الهون الأوروبية أو امبراطورية الهون الغربية. والهون هم مجموعة قبائل أصلها أوراسي، تحركوا في الجهة الغربية من فيافى آسيا عام 350. وبفضل اسلحتهم واساطيلهم المتطورة للغاية مقارنة بالفترة التي عاشوا فيها وسرعتهم العالية وتكاتيك الحرب الفائقة طردو الأقوام التي اعترضت طريقهم أو اخذوهم تحت سلطتهم وتقريبا احتلوا أوروبا بالكامل.وهذه التحركات الضخمة التي تكونت بضغوط الهون قلبت بنية أوروبا الاجتماعية والثقافية والديموغرافية راسا على عقب وكانت أيضا إيذانا بهجرة الأقوام التي شكلت اسس البنية الحالية لها.

## لغاتهم وجذورهم
أنشات القبائل التركية امبراطورية الهون العظيمة التي هي أصل امبراطورية الهون الأوروبية وحكمتها واعطت للدولة شكل الثقافة التركية.
وفيما يخص لغات الهون فقد ذكر (اوتتو منجن هلفن) (Otto Maenchen-Helfen) انه عرف فقط بعض أسماء قبائلهم وزعم تشابه أسماء هذه القبائل باللغة التركية.وبينما لا يعرف مصدر قسما من أسماء الأشخاص التي عرفت من قبائل الهون فان التي عرف مصدرها تبين انها تعود إلى اصول كلا من:اللغة التركية، اللغة الفارسية واللغة الألمانية.ويصادف وجود لغات الهون التي تعود إلى الاصول الفارسية والألمانية في القوقاز وفي أوروبا.وزعم (اوتو ماننجن هلفن)) (otto Maenchen-Helfen) في عمله المسمى ب (عالم الهون) (Hun dunyasi) تحدث حكام الهون والغالبية العظمى من شعبهم اللغة التركية مستندا على ما في يده من معلومات. وتحدث (ديفيد كريستيان) عن احتمال وجود عدد كبير من متحدثي اللغة التركية داخل الهون ويذكر وجود متحدثي اللغة التركية في فيافى بونتوس) pontus) (pontic-caspian) (هي استبس ممتد من شمال البحر الأسود وحتى شرق بحر قزوين) على الاقل في عهد اتيلا. وفي موسوعة كولومبيا ورد انه على الرغم من تشابه تقاليد وتكاتيك الهون مع ال (اق هونلر (الهون البيض) ((ak hunlar والمجريون والمغوليون والأتراك الإ أن احتمال الاتصال بهذه الشعوب ضئيل، إلا أنه لا يعرف وضع الاتصال بين المجر والأتراك. وقال (مجر توركولوغ راسوني) (macar turklog rasonyi) فيما يتعلق بأصل المجر: الأتراك هم آباء المجريين والفينيقييون أمهاتهم
”

## العواصم
ورد في المصادر المختلفة أن عاصمة امبراطورية الهون هي سغدين  سيجد، وسيجمبرياا Sycambria  الموجودة بالقرب من عاصمة المجر بودين Budin.

## الاقتصاد عند الهون الغربيين
كان للهون الغربيين الحياة الاقتصادية للرحالة الخيالة التركية الكلاسيكية.
وهذا المفهوم (الترحال) الذي يوجد في بعض الأماكن حالياً لا يعد ترحالاً حقيقيا. (بعض البدو وبعض قبائل القازاق الذين لا يرتبطون بأي مكان وينتقلون من مكان إلى آخر).
ويوجد بالترحالات التركية التي ينتمي إليها الهون مصايف ومشاتى. وكان يتم الانتقال عند ارتفاع درجة الحرارة إلى المصايف الموجودة بالاماكن المرتفعة عن سطح البحر، اما عند انخفاض درجة الحرارة فللمشاتى المنخفضة. وكان لكل قبيلة وعشيرة (كشئ اساسى) مصيف ومشتى معروف. اى اننا نتحدث عن جماعات متنقلة بشكل دائم من مكان لاخر. فهذا يفهم من السجلات والمعلومات الاثرية. وكان النشاط الاقتصادى الاساسى الذي كان يقوم به الهون هو تربية الأغنام والخيول. فقد كانو يحصلون على الصوف والجلود واللحوم والألبان من الأغنام ويصنعون منها اللبن والجبن والزبادى. وكانت الخيول قيمة للغاية من حيث وبرها وجلودها واستخدامها في الركوب وكان لا يفضل تربية الحيوانات ذوى الرؤس الكبيرة (الماشية) فقد كان عددهم قليل جدا عند الهون. وكان الهون في الغالب يعيشون داخل خيام قد صنعت من جلود الأغنام. وعرف ان بعضهم كان يعيش في منازل مرتفعة الاساس عن المدخل عندما جاءو إلى المجر. وذكر بعض الكتاب الغربيين عدم معرفة الهون للنسج وعدم قيامهم بالزراعة. لكن تنفى الادلة الاثرية هذا. فقد حاك الهون ملابس من الكتان. وتثبت المناجل الحديدية التي استخرجت من بعض التلال اشتغال بعضهم بالزراعة. وفيما يخص التجارة فقد صدر الهون لروما العبيد والخيول والفرو. واستوردو الحرير والخمر ومستلزمات الاسلحة. فقد عرف حب الهون للحرير والسلاح. وورد في السجلات ان قصر اتيلا (Attila) قد صنع من الحرير. قداشبع الهون احتياجهم للذهب عن طريق التجارة والجنود المستاجرين لروما والجزية والضرائب التي دفعها الرومانيون لهم. ولا توجد اى معلومات حول ضرب الهون للنقود. فقد عرف استحدامهم لعملة روما المسكوكة (solidus).

## تاريخهم

### تأسيس إمبراطورية الهون

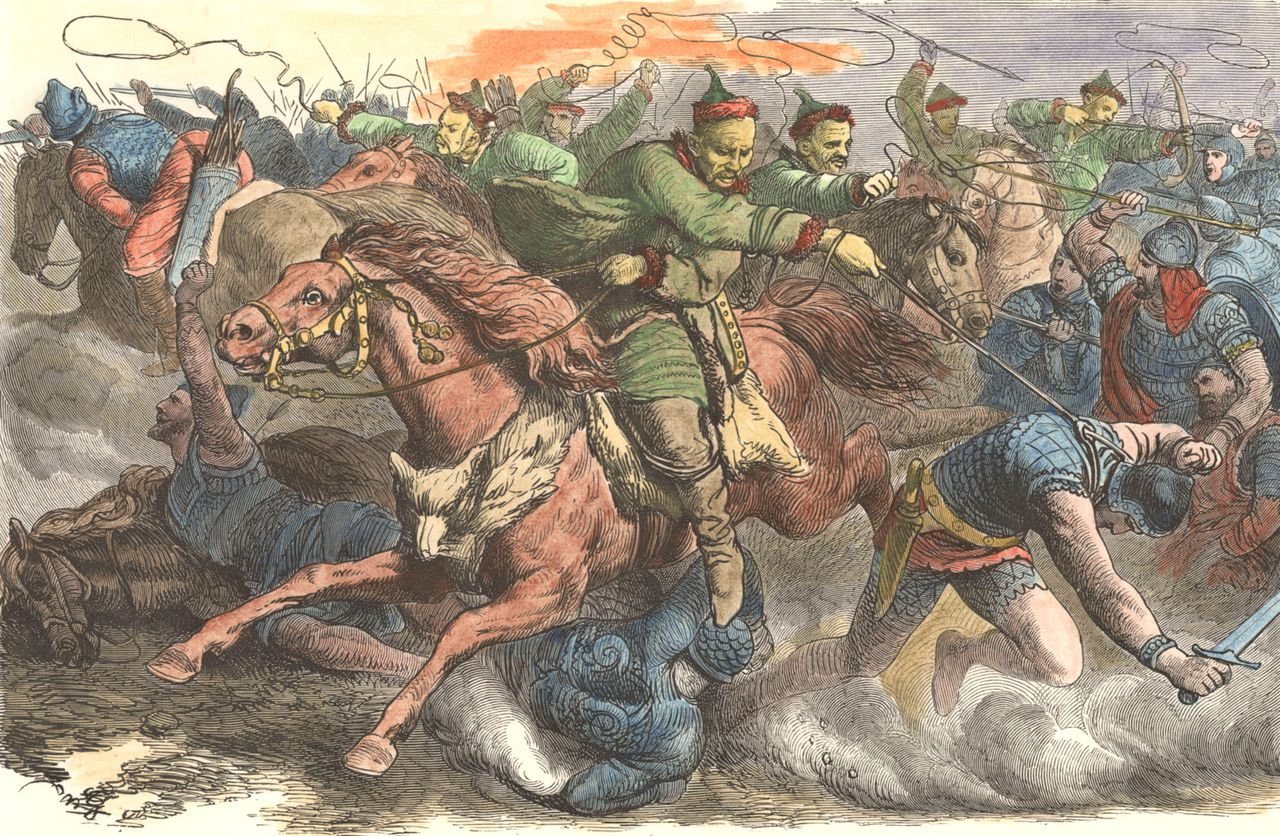
جنود الهون

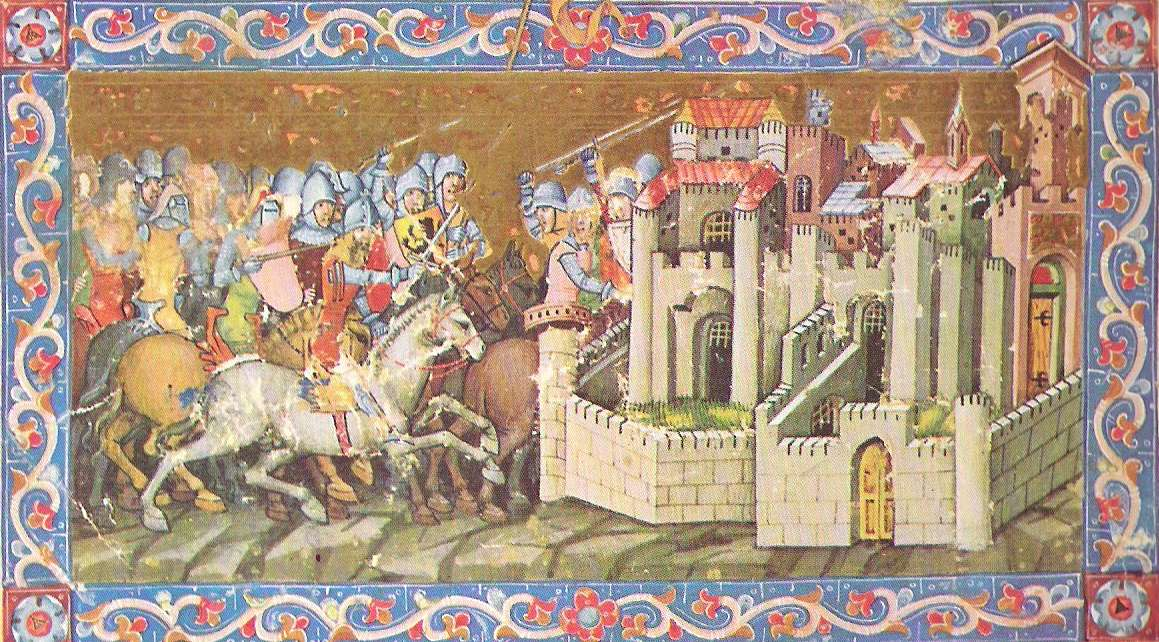
منمنم مؤرخ بتاريخ 1360 يصور حصار الهون لمدينة

استقرت قبائل الهون التي تشتتت بعد انهيار دولة الهون الشمالية والتي تقهقرت نحو الغرب بين نهر الأورال ونهر ايديل. وبعد ذلك سيطر الهون على القبائل التركية الموجودة بتلك المنطقة. وبعد أن استولوا على دولة ألان الموجودة في شمال بحيرة آرال وبحر قزوين في منتصف القرن الرابع، ذهبوا إلى سواحل نهر إيديل تحت قيادة بالامير (Balamir)، وعرّضوا الأستروغوتيين (Ostrogotlar) والفيزيغوتييون (Vizigotlar) المقيمين في السهول الموجودة في شمال البحر الأسود للهزيمة. وفي عام 375 توجه كل من الأستروغوتيون والفيزيغوتيون صوب الغرب بسبب هجمات الهون. وهكذا بدأت الأقوام في الهجرة. وبعد بالامير (Balamir) أصبح أليبي (Alypbi) امبراطور الهون عام 378.

عبر الهون نهر التونا في عام 387، وتقدموا حتى تراقيا. وعلى الرغم من تقدم الهون حتى تراقيا إلا أنهم لم يروا أي مقاومة من قبل امبراطورية روما. وبدأت أقوام البربر التي كانت تحت سيطرة الهون بالضغط على امبراطورية روما. وبعد وفاة امبراطور روما ثيودوسيوس الأول في السابع عشر من يناير عام 395، بدات قبائل الهون في التحرك مرة ثانية. فقد تدفقت جيوش الهون في عام 395 إلى تراقيا عبر دول البلقان. وفي نفس العام، استقرت قبائل الهون الوافدة من القوقاز في كل من مدينة صور (Sur) الموجودة في لبنان حالياً؛ وفي شانلى اورفا (Şanlıurfa) وأنطاكيا لفترة. ثم عادوا مرة أخرى للأراضي الموجودة شمال البحر الأسود. وبهذه الواقعة جاء الأتراك للأناضول للمرة الأولى.

### عهد أولديز (أولدين)
عام 390 عبرت قبائل الهون في عهد أولديز (uldız) (الذي تولى الحكم بعد أليببى (Alypbi) جبال الكاربات (Karpat) ودخلوا المنطقة التي يوجد فيها المجر حالياً. وقد حددت السياسة الخارجية للامبراطورية في عهد اولديز. فوفقا لتلك السياسة قد تم التضييق على الإمبراطورية الرومانية الشرقية والتواجد على علاقة جيدة مع امبراطورية روما الغربية ضد أقوام البربر.والسبب في هذا أن اقوام البربر الذين هم اعداء الإمبراطورية الرومانية الغربية هم في نفس الوقت اعداء للهون.ولهذا فقد رجح الهون البقاء على علاقات جيدة مع امبراطورية روما الغربية.فبتقدم اولديز حتى سواحل نهر التونا بدات اقوام البربر في الدخول إلى اراضى الإمبراطورية الرومانية الغربية. وعندما واجهت الإمبراطورية الرومانية الغربية صعوبات في ايقاف الاقوام التي اجتازت حدودها طلبت المساعدة من اولديز.وبناء على طلب المساعدة هذا قد هزم اولديز اقوام البربر الذين كانو تحت قيادة راداغايس (Radagais) جنوب فلورانسا الحالية. وتم إعدام راداغائس (Radagais) في اغسطس عام 406.وبهذا فقدانقذ الإمبراطورية الرومانية الغربية من جانب، ومن جانب آخر فقد اجبر اقوام البربر على الهجرة إلى غاليا (Galya)، وحقق للهون حرية التحرك في الغرب.وفي عام 409 عبر اولديز نهر التونا بهدف الاستيلاء على روما الشرقية. وتحداهم قائلاً لرسول الإمبراطورية الرومانية الشرقية المبعوث للقيام بمباحثات السلام«استطيع ان اسيطر على كل الأماكن حتى (وصولا) لمكان غروب الشمس».وبعد وفاة اولديز في عام 412تولى مكانه قاراتون (Karaton). أما الحاكم دوناتوس (donatus) فقد تولى إدارة أراضي الهون الموجودة حول البحر الأسود حتى عام 412.وقد ظل قاراتون (karaton) في الحكم حتى عام 422.

### عهد روعا (rua)
وفي عام 422 قد تولى الحكم روعا Rua بعد اوقتار (Oktar).اما مونجوك (muncuk) الذي هو أبو اتيلا (Attila) فقد توفى عام 408.وفي عام 422 زعم روعا (rua) إرسال امبراطورية روما الشرقية جواسيس إلى اراضى الهون بهدف تحريض جيش الهون على التمرد وفصل الاقوام التابعة، وخرج في حملة البلقان.واضطرت الإمبراطورية الرومانية الشرقية التي لم تبدي أي مقاومة لدفع الجزية.استغل امبراطور روما الشرقية ثيودوسيوس الثاني، الاضطرابات الموجودة بالإمبراطورية الرومانية الغربية، وارسل جيشا وأسطولا إلى إيطاليا.وطلب امبراطور روما الغربية المساعدة من روعا (rua).وعندما ارسل روعا جنودا إلى المنطقة لم يرد ثيودوسيوس الثاني الدخول في حرب مع الهون فانسحب. واستمرت الإمبراطورية الرومانية الشرقية في تحريض القبائل الموجودة تحت إدارة الهون ضد قمع الهون.ونتيجة لهذا منع روعا تجار روما الشرقية من القيام بالتجارة في امبراطورية الهون ومن جمعهم للجنود الماجورة.وأيضا في هذه الفترة قد سلمت فيينا (vıyana) إلى الهون من قبل روما في عام 433. وتوفى روعا عام 433 أثناء انشغاله باستعادة الفارين الذين التجأو إلى امبراطورية روماالشرقية من الهون.

### عهد اتيلا Attila

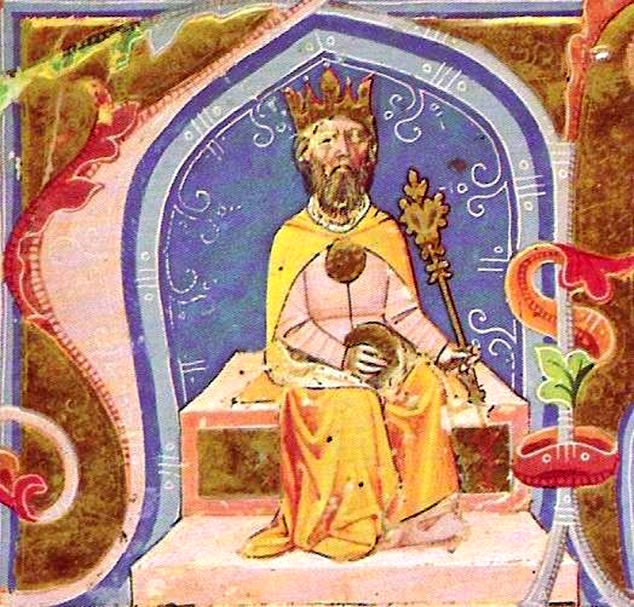
اتيلا في سجلات فيينا 1360

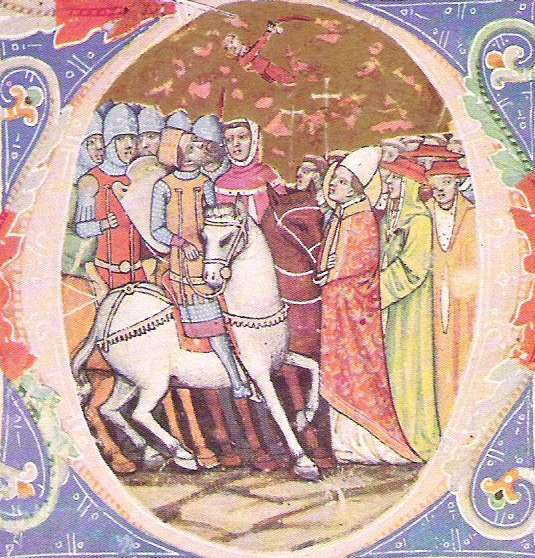
لقاء اتيلا مع البابا ليو الاول

وبعد وفاة روعا تولى حكم امبراطوية الهون كلاو من اتيلا (Attila) وبليدا (Bleda).وقد نشا اتيلا بعد وفاة ابيه مونجوك في كنف عمه روعا، وقد اشترك معه في الحروب واكتسب خبرة عن طريق تعلم إدارة الدولة وتعلم سياسة الهون.واثناء حكم اتيلا وبليدا (bleda) تم القيام بمباحثات تتعلق بالفارين من الهون بين إمبراطورية الهون والإمبراطورية الرومانية الشرقية. وقد كلف اتيلا (Attila) وبليدا (bleda) ثيودوسيوس الثاني الذي عاد مع اسلا (Esla) مبعوث الهون بهذه المهمة. وقابلوا حكام (قناصل) روما التي كان فيها بلينتا (plinntha) ودينيسيويس (Dionysius) في مارغوس (margos) (الصرب حالياً) التي يجتمع فيها نهر التونا والمراوا (morava). ورغب اتيلا وبليدا بالقيام بالمباحثات وهما على ظهر خيولهم وقبل سفراء روما هذا العرض حتى لا يكونوا على الارض (منخفضين) في مواجهة اتيلا وبليدا.ووفقا لما كتبه بريسكوس (prıscus) فقد أصبح الوضع الصعب لسفراء روما الذين لم يصمدوا كثيرا على ظهور الخيول والذين لم يقوموا باى مفاوضات أصبح موضعا للسخرية لاتيلا وبليدا. ونتيجة لهذه المقابلة فقد تم توقيع معاهدة مارغوس (margos) بين الإمبراطورية الرومانية الشرقية وامبراطورية الهون. وهذه هي البنود الرئيسية لهذه المعاهدة:
1-ستدفع الإمبراطورية الرومانية الشرقية ضعف الجزية التي كانت تدفعها للهون (ستزداد من 350 جنيه ذهبي إلى 700 جنيه ذهبى).
2-لن تقوم الإمبراطورية الرومانية الشرقية بعمل معاهدات مع الاقوام التابعة للهون والمعادية لها، وستستمر العلاقات التجارية في القصبات الحدودية.
3-ستقوم الإمبراطورية الرومانية الشرقية باعادة اسرى الهون الموجودين بحوزتها.
1. ستدفع الإمبراطورية الرومانية الشرقية على كل شخص فار 8 (عدد) مسكوكات ذهبية.

### حملة ايسكيتيا (iskitya)
وعن طريق معاهدة مارغوس قضى اتيلا وبلدا على كل التهديدات التي ممكن ان تاتى من بيزنطة اثناء الحملة التي ستقوم في المنطقة شرق إمبراطورية الهون.اما ثيودوسيوس فبعد هذه المعاهدة قد صب تركيزه على مشاكل الارمن التي حدثت بين الشاه الساسانى بهرام الخامس (behram).وتم استعادة الفارين من الهون واعدام بعضهم، وقد تم اكمال التجهيزات لحملة ايسكيتيابالذهب الوارد من بيزنطة.وفي عام 435 قاد اتيلا وبلدا جيش الهون وسارو نحو الاقتار (aktarlar) والاق اغوزلار (ak-oguzlar) الموجودين على سواحل فولغا (volga) في الشرق والذين تمردوا بتحريض من بيزنطة.وبعد النصر الذي حققوه عين اتيلا الهوني ابنه اللاق (ellak) قائدا على الاقتار. وبعدما وصلت جيوش الهون إلى آسيا الوسطى عادوا ونزلو على سواحل بالتيق (baltık) عبر الوديان الموجودة في شمال البحر الأسود، وهزموا السروغ (sroglar) الموجودين هناك. وبإظهارهم تلك القوة وبعد أن حققوا النظام والاستقرار في جميع انحاء الامبراطورية عاد اتيلا وبلدا مع جيوشهم إلى عاصمة الامبراطورية.وبعد حملة السيطرة والتشكيلات تلك التي حدثت فيما بين أعوام 435-440 وصلت إمبراطورية الهون إلى اوسع حدودها، وحكمت منطقة تقرب مساحتها أربعة ملايين كم مربع.

### حملة البلقان الأولى
وبحلول عام 441 تعرضت كلا من امبراطوريتى روما الشرقية وروما الغربية إلى احتلال البربر مرة أخرى.واحتل الفانداليون (vandallar) الولايات الأفريقية التابعة لامبراطورية روما الغربية الموجودة تحت قيادة غيسريتش (Geiserich) واستولو على قارتاجا (kartaca).وقد واجهت الإمبراطورية الرومانية الشرقية اوقاتاعصيبة باحتلال الساسنيون للأرمن، وبتمرد التزاننيون (tzaniler) في الأناضول. وقرر اتيلا وبلدا الذين ادركا الوضع داخل بيزنطة تغيير شروط المعاهدة القائمة بينهم وبين بيزنطة.وتقرر انه لا يلزم اللجوء إلى مفاوضات دبلوماسية لغرض زيادة الخراج الذي يدفع إلى امبرطورية الهون حيث انهم قد توصلو إلى امكانية الحصول على غنائم أكثر بمهاجمة لن يستطيع ثيودوسيوس ردعها.وبسبب هذا الهجوم لم تلتزم الإمبراطورية الرومانية الشرقية بمعاهدة مارغوس ونهبت مقابر مارغوس بيسكوبوز (margos piskopoz) الهونية.وعبرت جيوش الهون نهر التونا في قيادة اتيلا وبلدا، ودمروا مدينة فيميناسيوم (viminacium) كوستولاك (kostolac) حاليا.وعندما وصلوا إلى مشارف قلعة مارغوس، استسلم بيسكوبوس (piskopos) واعطى ضمانا لدخول الجيش إلى القلعة بشكل خفى في مقابل انقاذ نفسه.وقبل اتيلا وبلدا هذا العرض، ووفتحوا قلعة مارغوس.وقد وعد ثيودوسيوس الثاني بالاتزام بالمعاهدة القائمة مع الهون، وفي مواجهة هذا الاحتلال وقع معاهدة مع الشاه الساسانى يزديغريت (yezdigrit) الثانى، واعاد الاسطول الذي كان قد ارسله لمساعدة الإمبراطورية الرومانية الغربية عن طريق البحر لمواجهة احتلال الفانداليين (vandallar).وتبين في نهاية هذه المعركة ان الإمبراطورية الرومانية الشرقية لن تستطيع عرقلة جيوش الهون.

### حملة البلقان الثانية
وفي عام 443 زود اتيلا وبليدا جيشهما بمعدات حصار جديدة (بالمنجنيق وجذوع حشبية ضخمة) ووزعت الجيش من اجل الاستيلاء على البلقان بالكامل.وتم تدمير كل من مدن (نيس، وصوفيا، فيليب (filibe)،لولابورغاز (lüleburgaz)) بالترتيب.ولكن نتيجة الخلافات التي كانت قد نشبت بين اتتيلا وبليدا قدقتل اتيلا أخيه الأكبر بليدا في عام 445، واصبح الحاكم الوحيد لامبراطورية الهون.وحرك اتتيلا جيوشه مرة أخرى في عام 446 من اجل اخضاع الامبراطورية البيزنطية بشكل قاطع، وقضى على جيوش بيزنطة التي كانت تحت قيادة ارنيغيسسلوس (Arnegisclus) في معركة أوتوس (utus) (بليفين (plevne) حاليا) الموجودة بمنطقة (Dacia Ripensis).وبعد ذلك النصر بعث اتتيلا جزءا من جيشه إلى اليونان، وتحرك بالجيش الاساسى إلى القسطنطينية.ودمر الهون (الذين ارسلوا لليونان) اماكن عديدة حتى ترموبيلا ((Termopylae ثم عادو، وانضموا للجيش الرئيسى الذي تقدم حتى بويوك تشكمجه (büyükçekmece).واعترف ثيودوسيوس الثاني بالهزيمة وارسل القنصلاناتوليوس (anatolius) إلى مقرات جيوش الهون العسكرية لعمل معاهدة جديدة مع اتتيلا.
وبموجب معاهدة اناتوليوس (anatolius) التي عقدت بين امبراطورية الهون والإمبراطورية البيزنطية عام 447:
1. ستزداد الجزية السنوية التي تدفعها الإمبراطورية الرومانية الشرقية ثلاث اضعاف (من 700 جنيه ذهبي إلى 2100 جنيه ذهبي).
2. ستدفع إمبراطورية روما الشرقية تعويضات الحرب 6000جنيه ذهبى.
3. لن تضع إمبراطورية روما الشرقية جنودا لها جنوب نهر التونا.
4. ستقومامبراطورية روما الشرقية بإعادة أسرى الهون الموجودين بحوذتها.
5. ستدفع إمبراطورية روما الشرقية على كل شخص هارب 12 سكة ذهبية.

ووفقا لما كتبه بريسكوس (priscus) فانه ب⁹سبب الضرائب الباهظة التي اضطرت الإمبراطورية الرومانية الشرقية لدفعها للهون قد فقد كثير من الاعيان اعتبارهم، وتمرد الشعب، وقد مات وانتحر العديد بسبب انهيار الحالة الاقتصادية ..

### حملة روما الغربية (غاليا) Galya

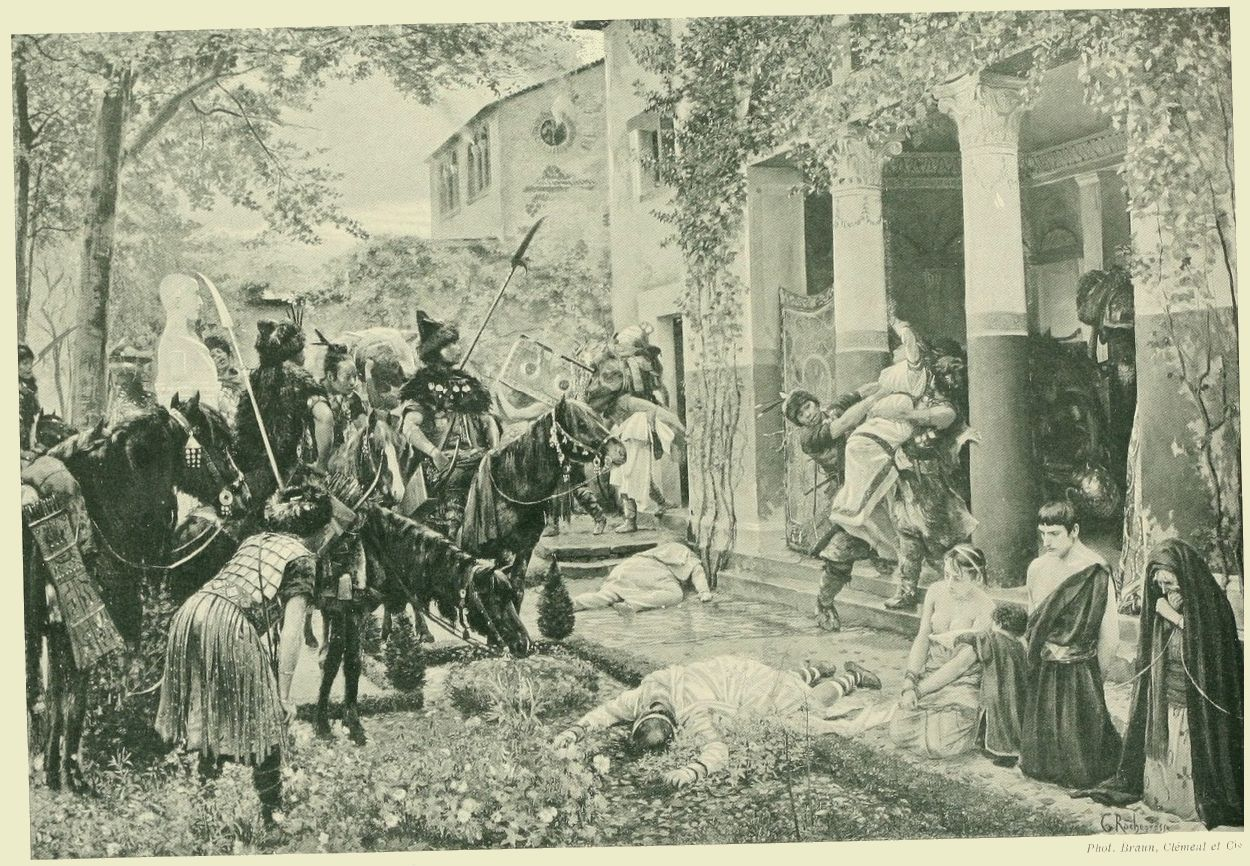
نهب فيلا روما الموجودة في غاليا في كتاب Georges Rochegrosse'ın Illustration

عندما طلب اتتيلا الذي تزوج ابنة امبراطور روما نصف اراضي الامبراطورية مهرا سار نحو الإمبراطورية الرومانية الغربية التي رفضت ذلك.عندما كان اتتيلا في وادى قاتالون (katalon) بجيشه المكون من 200 ألف شخص 100 ألف منهم من الهون والباقين من اقوام (Germen) وال (slav) جاء جيش روما إلى نفس المنطقة بجيش مكون من 200 ألف شخص.وتجمعت جميع الاقوام المعادية للهون في صف أتيوس (Aetiüs).وفي العشرين من يونيو انقلب نصفى العالم على بعضهما.واستمرت الحرب 24 ساعة.وتكبد الطرفين خسائر فادحة.ولكن بحلول المساء كان جيش روما هو المهزوم.واضطر جيش الغوت (Got) الذي ساند روما إلى الانسحاب عندما مات ملوكهم في الحرب.واحتل اتتيلا غاليا (Galya) التي تعد المستودع العسكرى لروما.واجبر عالم ذاك الزمن على الاعتراف بعدم هزيمتهم.

### حملة إيطاليا 452

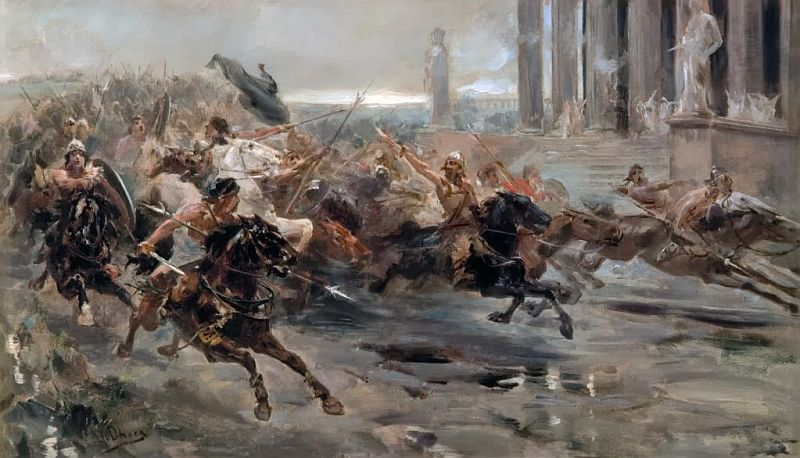
اثناء استيلاء الهون الموجودين تحت قيادة اتيلا على إيطاليا صورة من V. Checa'nın.

انتهت حملة غاليا التي بدات في عام 450 بمعركة قاتالون (Katalon). وارسلت هونوريا (Honoria) أخت فالنتينانوس (Valentinianus) الثالث التي اسرت في القسطنطينية رسالة إلى اتيلا ليخلصها وبعثت له خاتما ليتزوج بها. وفي البداية ظن اتيلا انها خدعة، وتصرف بحذر وارسل وفدا مبعوثا إلى رافننا (Ravenna)). وأنذرهم بان يطلقوا سراح هونوريا والاعتراف بحقوقها والا سيتدهور الوضع إلى اسوا الابعاد. ورفض فالنتينانوس (Valentinianus) الثالث مطلب اتيلا ذاك، ورد الرسل، وارسل هنوريا إلى روما وزوجها بمحافظ رفيع المستوى.وعندما علم اتيلا برفض مطلبه جمع جيوشه من جديد عام 451وبدأ في التحرك ضد إيطاليا. ولم يجد فلافيوس اتيوس (Flavius Aetius) الذي لم يتمكن من تحقيق نصرا قاطعا في معركة قاتالون (Katalon) والذي اضطر للبقاء في رافننا (Ravenna) بسبب مكائد القصر، الوقت ولا الامكانيات ولم يستطع الالتفات إلى تحركات إمبراطورية الهون. ولهذا قطع اتتيلا طريق إيطاليا بسهولة حتى وصل حتى اسوار اقويلا (Aquilia) التي تعد قلعة-مدينة. وكانت تلك المدينة في موقع يمكنها من
الدفاع عن الحدود الشرقية لامبراطورية روما الغربية.وتم تامين المدينة بشكل قوى، وولاتها كانوا جنودا ذوى خبرة مكونين من الغوت (Got) واماقائدها فكان الامير الغوتى عنطلة (Antala). وقد قاومت المدينة التي حاصرها الهون حوالى ثلاثة أشهر. وقد تركت انطبعا انها لن تستسلم ابدا. وقد كانت جيوش الهون التي لم تصادف هذا النوع من الحصار الطويل كثيرا والتي نهبت أماكن الاستيطان الموجودة حول اقويلا (Aquilia) تعيش اوقاتا حرجة بسبب مشكلة الطعام، وأبدو استيائهم حول هذا علنا. وقد أخذ اتيلا في وضع الاعتبار تدهور وتفحم هذا الوضع لكنه أيضا وجد انه من غير المناسب التقدم وترك قلعة كبيرة وقوية كهذه خلفه. ولم يتقبل فكرة انسحابه وظهوره امام الامبراطورية عاجزا وفاشل. ووفقا لما نقله جوردنس (jordanes) فان اتتيلا الذي كان في ذالك الوضع وكان مترددا ولا يعلم اى قرارا يتحذ قد رأى سربا من طيور اللقلق يغادر اقويلا (Aquilia) في تلك الاثناء.وقد استغل اتيلا تلك الحادثة في تشجيع جيوشه وخاطب جنوده قائلا«ان سرب الطيور هذا الذي يتمتع بحدس فائق قد تاكد من ان المدينة لن تحقق الأمان لهم فغادرو عشهم وذهبوا.وهذه علامة قاطعة على ان المدافعين عن تلك القلعة لم يعد لديهم القدر الكافى من القوة والامكانيات للدفاع عنها.اى ان اعداءنا لن يستطيعوا الصمود طويلا في وجه محاصرتنا.» "." واثر حديث اتيلا ذاك في نفوس جنوده بشكل كبير.وبدأت جنود الهون في الهجوم بحماس وعنف باسلحتهم (الجذوع الكبيرة والمنجنيق).وعبر الجيش إلى داخل المدينة من الثقب الذي احدثوه في الاسوار ونهبوا المدينة ولم يعفوا عن أحد فقد قتلوا الجميع.وبعد الانتهاء من نهب المدينة تم احراقها باشعال النار فيها من كل النواحي.وهكذا قد ازيلت البوابة التي كانت تحمى الحدود الشرقية للامبراطورية كما تم محو إحدى أشهر واقوى مدن الإمبراطورية الرومانية الغربية من الخريطة.وبعد سقوط مدينة اقويلا دخل اتتيلا بجنوده إيطاليا، ودمر مدن مثل التينوم (Altinum)،بادوفا (Padova)،فيكينزا (Vicenza)،فيرونا (verona)،بريكسيا (Brixia)،برغامو (Bergamo).ولكن قد خضعت مدن بافيا (Pavia) وميلانو (Milan) وانقذت شعوبها وبيوتها من كل أنواع الاذى والخسران في مقابل الهدايا الثمينة.وكما يفهم من ذالك الصنيع قد تثبت ان الهون قاسيون على من لا يخضع لهم فقط.وقدساد إيطاليا الدهشة والرعب ايزاء التخريبات التي قام بها الهون والاضرار التي تسببوا بها.وقد تم استدعاء فلافيوس اتيوس (Flavius Aetius) عدة مرات هو وما يستطيع جمعه من الجنود من اجل انقاذ الامبراطورية من على حافة الانهيار.الا ان اتيوس الذي لم يتبقى في جيشه المرهق من الحرب الا العدد القليل من الجنودلم يقبل الحرب مع الهون لانه لم يرى اى احتمال للانتصار عليهم. وقد تم طلب المساعدة من ماركييانوس (markianos) امبراطور بيزنطة.ولكن كان يلزم وقتا طويلا لكى يجمع امبراطور بيزنطة واتيوس جنودهما ولكى يستطيعوا المجئ للمساعدة. ورفضت قبائل البربر التي استقرت في غاليا إرسال جنود للدفاع عن الإمبراطورية الرومانية بصفتهم عضو اتحاد فيدرالى خشية من اتتيلا. كان الوضع ميؤس منه، وبالرغم من هروب فالنتينانوس (Valentinianus) الثالث من رافننا (Ravenna) إلى روما الا انه لم يشعر بالامان هناك أيضا.وقد نصح بعض المستشارين الإمبراطور بتجهيز وفد مبعوث وارساله إلى اتتيلا محمل بالغنائم الثمينة لانقاذ الامبراطورية.وبفضل هذا تم تهدئة خاقان الهون بالكلام الملئ بالمديح وبالغنائم وقد تقرر التراجع عن احتلال إيطاليا.حتى لو بدت تلك الخطة سيئة لمؤيدى الحرب فقد خضعت مدن بافيا (Pavia) وميلانو (Milan) وقبلوا التذلل ونجوا من الحرب.وقد تم اختيار افينوس (Avienus) القنصل والذي هو أحد افراد مجلس الشيوخ المحبوبين، والقنصل والى باسيليوس (Basileus)، والبابا ليو الاول لسفارة (في وفد) روما.وقابل وفد روما المرسل اتتيلا في المكان المسمى اكروفينتوس مامبوليوس ((Acroventus Mamboleius (Peschiera del Garda) حاليا.وقد اندهش جيش الهون عندما رأوا البابا المسن مرتديا ألبسة دينية براقة وغير مسلحا.وقد طلب بيسكوبوز (piskopoz) وخليفة سيكتيوس (sixtus) من اتتيلا بحق إله السماء ان يترك روما ويترك جماعتهم في سلام.وقد قال اتتيلا للبابا اثناء الحديث الذي مر بينهما«أنتم على خطأ، هل للإله من ولد، انه واحد أحد».وكان الخطاب الذي استخدمه البابا والغنائم التي قيمتها لا تقدر بثمن التي ارسلها الامبرطور فالنتينانوس (Valentinianus) الثالث هدية سببا جعلت اتتيلا يتراجع عن احتلال إيطاليا.ووجدت وثائق حول اعطاء اتتيلا بعد ذلك جزءا من تلك الغنائم للبنات الشابات المتزوجين الموجودين تحت حماية الهون مهرا.وزعمت بعض المصادر عدم اكتمال تلك الحملة بسبب وباء الطاعون الذي حل بإيطاليا انذاك.وكانت الغنائم التي جمعت من شمال إيطاليا والذهب المرسل من روما مقابلا للاستياء الذي حل بالجيش اثناء الحملة .وقد نجت إيطاليا أيضا تلك المرة.ولكن كان جيش الهون في حالة جيدة للغاية فكما كان ذو مقدرة على شن هجوم مرة أخرى وتشكيل خطراحتلال في تلك الاونة فقد حافظ على تلك المقدرة فيما بعد.وقبل ان يذهب اتتيلا ويغادر إيطاليا هدد بانه إذا لم ترسل له هنوريا وإذا لم يتم اعطاءه مايقرب من 500 ألف مسكوكة ذهبية هدية زفاف بانه سيعود إلى إيطاليا مرة أخرى وانه سيتعامل معهم هذه المرة بقسوة أكثر.وقدتم تنفيذ مطلبه، وأثناء عودته لعاصمته بعث رسلا إلى القسطنطينية يطلب من بيزنطة إرسال الخراج الذي كانو مديونين به اليه منذ عهد ثيودوسيوس الثاني.وقد رد الإمبراطور مركييانوس (markianos) الرسل إلى عاصمة امبراطورية الهون محملين بالذهب لإدراكه أنه معرض لخطر الحصار مرة أخرى.

## انهيار إمبراطورية الهون
توفى اتتيلا عام 453 بعد فترة قصيرة من حملته الاخيرة، وتولى عرشه إيلك أكبر ابنائه.الا ان ابنائه الاخرين دنغيزك وايرنك (irnek) بدأو في النزاع العرش.وانفصلت بعض القبائل التي استغلت فرصة الاضطراب الذي نشب عن ذلك، ودخلت الدولة في فترة الإضمحلال. وبعد عام من وفاة اتتيلا هزم الهون في معركة (Nedao).وفي 469 توفى دنغيزك (Dengizek) الذي تولى العرش بعد إيلك (ilek)، ويقبل هذا التاريخ على انه نهاية إمبراطورية الهون في بعض المصادر التاريخية.
وهاجر إيرنك اصغر أبناء اتتيلا صوب الشرق مع جزءا من كتلة الهون. ويقبل ان تلك الكتلة التي امتزجت بالكتل التركية الموجودة في شمال البحر الأسودهم اسلاف البلغار الحاليين، وان كلمة بلغار (Bulgar) مشتقة من كلمات "Bulgalamak-Bulanma–karışmak. "بمعنى تداخل اى امتزاج 

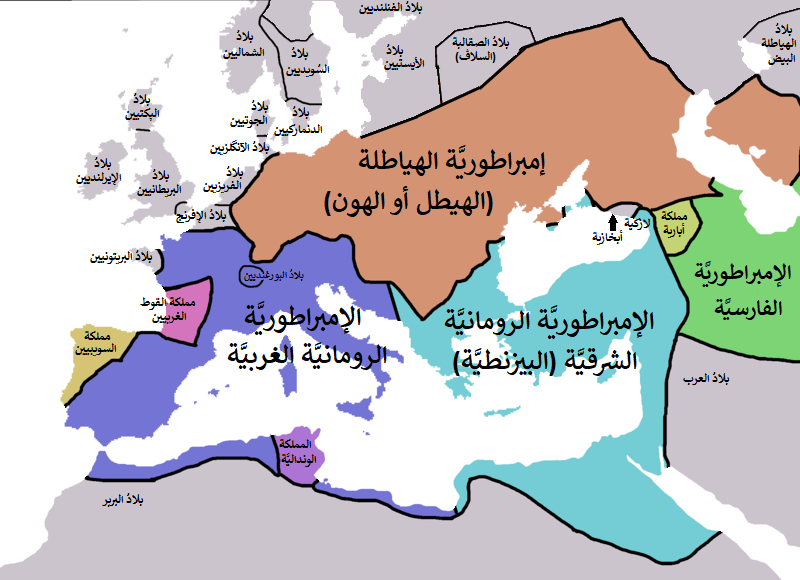
الهون والدول المجاورة لهم في عام 450

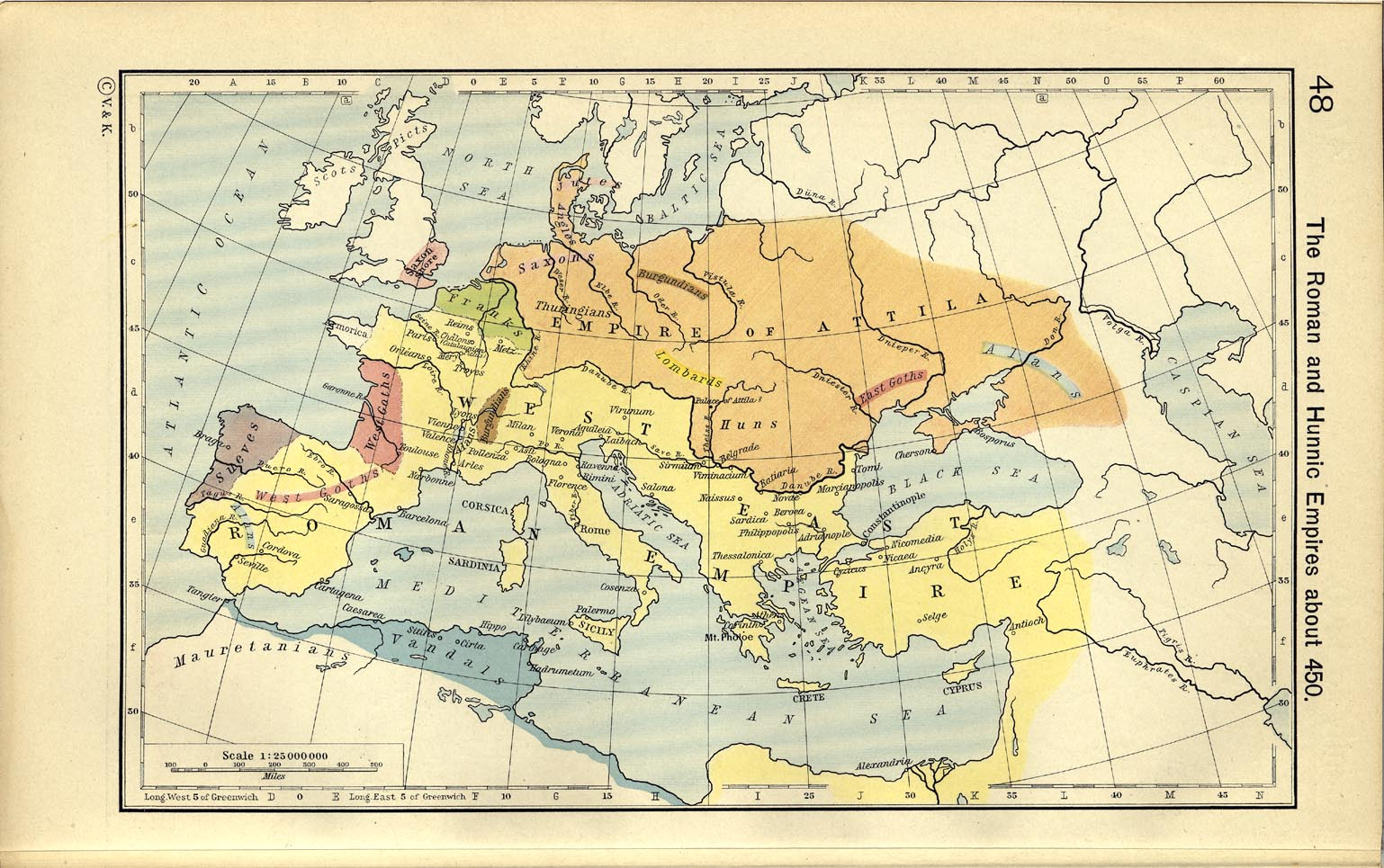
امبراطورية روما الشرقية وروما الغربية (باللون الأصفر) وامبراطورية الهون (بالاللون البرتقالى)

## أباطرة الهون
- قاما ترقان (352-؟)
- بالمبر، (بالامير) (375-؟)
- أليبى (بالتازار) (378-386)
- أليبى ومونجوك (386-390)
- مونجوك وأولديز (390-408)
- أولديز (408-411)
- قاراتون (412-422)
- أوقتار (425-430)
- روعا (432-434)
- اتتيلا وبليدا (434-445)
- اتيلا (445-453)
- إيلك (453-455)
- تولديلا (455-457)